# Stazione di Glasgow Centrale
Glasgow Centrale (in gaelico scozzese: Glaschu Mheadhain) è la più grande delle stazioni ferroviarie di Glasgow, Scozia, ed è gestita dalla Network Rail. Rappresenta il terminale nord della West Coast Main Line ed è stata aperta il 31 luglio del 1879.
Glasgow centrale è la più trafficata stazione ferroviaria del Regno Unito fuori Londra. Circa 34 milioni di persone la usano ogni anno.